# Коломиец, Пётр Леонтьевич
Пётр Лео́нтьевич Коломи́ец (18 сентября 1917 — 24 декабря 1974) — советский лётчик-ас истребительной авиации ВВС Военно-Морского флота во время Великой Отечественной войны, Герой Советского Союза (5.11.1944). Подполковник (26.05.1951).

## Биография
Родился 18 сентября 1917 года в селе Жавинка  , . Украинец. Окончил 7 классов школы и 2 курса техникума механизации сельского хозяйства.
В ВМФ СССР с августа 1936 года. Окончил Военно-морское авиационное училище имени И. В. Сталина в Ейске в 1939 году. После окончания училища был оставлен в нём лётчиком-инструктором поскольку по воспоминаниям его товарища по учёбе и будущего однополчанина Захара Сорокина, был выдающимся мастером пилотажа.
С марта 1942 года лейтенант П. Л. Коломиец участвовал в Великой Отечественной войне. Воевал в должности командира звена 78-го истребительного авиационного полка (6-я истребительная авиационная бригада, ВВС Северного флота), освоил в полку ленд-лизовский истребитель «Харрикейн». В ноябре 1942 года был переведён командиром звена в состав 2-го гвардейского истребительного авиаполка ВВС Северного флота, в мае 1943 года назначен командиром эскадрильи этого полка и сражался в этой должности до Победы. В этом полку освоил истребитель «Аэрокобра». В 1942 году вступил в ВКП(б).
Участник обороны Заполярья. Один из наиболее талантливых учеников североморских асов Бориса Сафонова и Петра Сгибнева (с которым он часто летал ведомым в 1942 году) Пётр Коломиец уже в одном из первых боевых вылетов одержал победу, сбив 12 мая 1942 года немецкий истребитель Ме-109.
В одном из боёв 1943 года Пётр Коломиец был сбит (в литературе о нём часто указывается, что перед этим он сбил сразу 3 или даже 4 вражеских самолёта, но ни в наградных документах ни в списке его побед такой информации нет) и выпрыгнул с парашютом. Затем ему пришлось в Баренцовом море более 2-х часов плавать в надувной лодке, пока его не обнаружили и не подобрали катера.
К 18 октября 1944 года командир эскадрильи 2-го гвардейского истребительного авиационного полка (6-я истребительная авиационная дивизия ВВС ВМФ, ВВС Северного флота) гвардии капитан П. Л. Коломиец совершил 118 боевых вылетов (включая 14 в ночное время, 11 на штурмовку и 6 на бомбардировку наземных войск), в 38 воздушных боях сбил лично 13 и в паре 2 немецких самолёта. Лётчики его эскадрильи за время командования ею сбили 45 немецких самолётов при потере 6 своих.
Указом Президиума Верховного Совета СССР от 5 ноября 1944 года «за образцовое выполнение боевых заданий командования на фронте борьбы с немецкими захватчиками и проявленные при этом отвагу и геройство» гвардии капитану Петру Леонтьевичу Коломийцу присвоено звание Героя Советского Союза с вручением ордена Ленина и медали «Золотая Звезда» (№ 5061).
Боевой путь П. Л. Коломойца завершился участием в Петсамо-Киркинесской наступательной операции. Он выполнил ещё много боевых вылетов, но новых побед не одерживал.
На фронтах Великой Отечественной войны сражались четверо братьев Коломийцев, из которых старший Григорий погиб на фронте.
После войны продолжил службу в авиации ВМФ. Продолжал командовать эскадрильей в том же полку до убытия на учёбу в марте 1946 года. В 1949 году окончил Военно-воздушную академию. С мая 1949 года преподавал на кафедре тактики и на кафедре боевого применения истребительной и штурмовой авиации Высших офицерских лётно-тактических курсов авиации ВМС, а с июля 1953 года служил на них же преподавателем тактики ПВО. С апреля 1954 года гвардии подполковник П. Л. Коломиец — в отставке по болезни.
Жил в Киеве. Умер 24 декабря 1974 года, похоронен на Байковом кладбище.

## Награды
- Медаль «Золотая Звезда» Героя Советского Союза (5 ноября 1944 года);
- Два ордена Ленина (19 августа 1944 года, 5 ноября 1944 года);
- Два ордена Красного Знамени (23 июля 1942 года, 3 сентября 1943 года);
- Орден Красной Звезды (27 декабря 1951 года);
- Медаль «За боевые заслуги» (5 ноября 1946 года);
- Медаль «За оборону Советского Заполярья» (вручена в мае 1945 года);
- Ряд других медалей СССР.

## Память
- Бюст П. Л. Коломийца в числе 53-х лётчиков-североморцев, удостоенных звания Героя Советского Союза, установлен в пос. Сафоново на Аллее Героев около музея ВВС СФ.
- Имя Героя присвоено дальнему перехватчику МиГ-31 174-го гвардейского Краснознамённого истребительного авиационного Печенгского полка имени дважды Героя Советского Союза Б. Ф. Сафонова.
- В селе Ковпыта Черниговского района Черниговской области Украины на Аллее Героев установлен памятный стенд.